# Aphis periplocophila
Aphis periplocophila är en insektsart. Aphis periplocophila ingår i släktet Aphis och familjen långrörsbladlöss. Inga underarter finns listade i Catalogue of Life.